# Henry Travers
Henry Travers, född som Travers John Heagerty den 5 mars 1874 i Prudhoe i Northumberland, död 18 oktober 1965 i Hollywood i Los Angeles i Kalifornien, var en brittisk-amerikansk skådespelare. Travers började som scenskådespelare i England och emigrerade 1917 till USA. Han medverkade i över 50 filmer mellan 1933 och 1949. Mest känd är han för sin roll som ängeln Clarence i filmen Livet är underbart (1946).

## Filmografi i urval
- 1933 – Den osynlige mannen
- 1935 – Skandalen för dagen
- 1938 – Mellan två valser
- 1939 – Förvildad ungdom
- 1939 – Stanley och Livingstone
- 1939 – Landet bortom lagen
- 1939 – Seger i mörkret
- 1941 – Sierra
- 1941 – Jag stannar över natten
- 1942 – Mrs. Miniver
- 1943 – Skuggan av ett tvivel
- 1943 – Madame Curie
- 1945 – Klockorna i S:t Mary
- 1945 – Badflickan
- 1946 – Livet är underbart
- 1946 – Den tappres väg
- 1948 – Mannen i mörkret
- 1949 – Flickan från badstranden